# Wielka Kopa (Sudety)

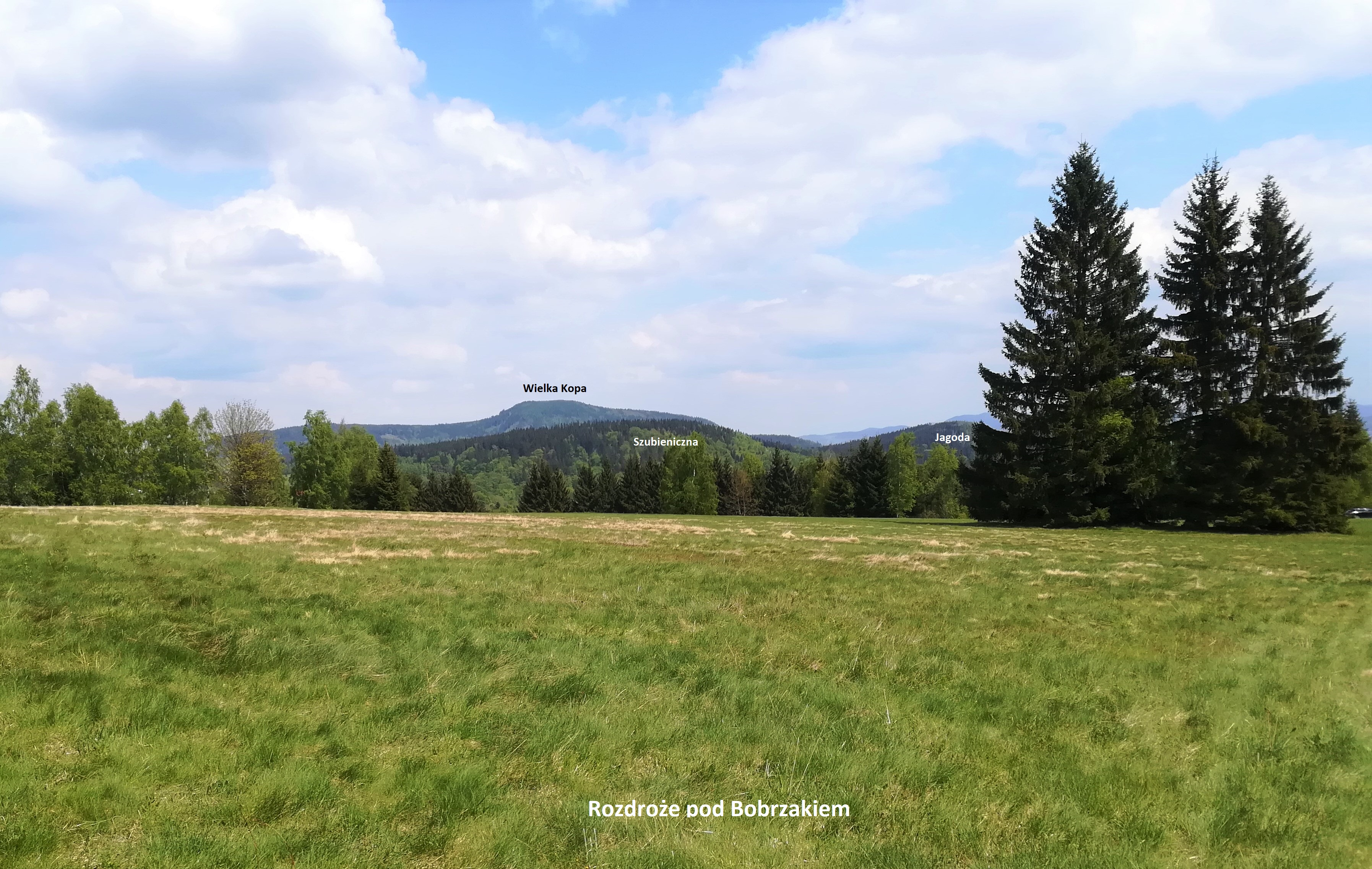
Widok z Rozdroża pod Bobrzakiem

Wielka Kopa (niem. Scharlachberg, krótko po wojnie Szarlach, Wielka Góra) – czwarty po Skalniku, Dziczej Górze i Wołku pod względem wysokości (871 m n.p.m.) i najwyższy we wschodniej części szczyt Rudawach Janowickich.

## Opis
Wielka Kopa położona jest we wschodniej części Rudaw Janowickich, na wschód od głównego grzbietu. Stanowi zwornik z którego rozchodzą się promieniście w kilku kierunkach długie ramiona zwieńczone wierzchołkami. Tworzą one wraz ze szczytem Masyw Wielkiej Kopy. Ku północnemu zachodowi odchodzi grzbiet, który poprzez Stróżnik i Przełęcz Rędzińską łączy się z głównym grzbiet Rudaw Janowickich w masywie Dziczej Góry. Ku północy odchodzą krótkie grzbieciki oddzielone dopływami Mienicy i kończące się nad Wieściszowicami. Ku północnemu wschodowi odchodzi najdłuższy grzbiet, w którym znajdują się Mnichy, Sowia Górka i zakończone Ostrą nad Bobrem w Marciszowie. Ku wschodowi poprzez szerokie siodło łączy się z Górami Lisimi w Kotlinie Kamiennogórskiej (Kotlinie Marciszowskiej). Wreszcie ku południowi odchodzi grzbiet z Czubatą, Szubieniczną i zakończony Kozimi Górkami nad Pisarzowicami.
Przed 1945 r. na szczycie znajdowała się 15-metrowa drewniana wieża widokowa. Obecnie nie pozostał po niej żaden ślad, a szczyt jest prawie całkiem zarośnięty. Aktualnie planuje się budowę nowej wieży.

## Budowa geologiczna
Masyw Wielkiej Kopy zbudowany jest ze skał metamorficznych wschodniej osłony granitu karkonoskiego. Są to łupki serycytowo-chlorytowo-kwarcowe, łupki kwarcowo-albitowo-chlorytowe, amfibolity i łupki amfibolitowe powstałe w dolnym paleozoiku. Tworzą one szereg skałek i urwisk na szczycie i zboczach. U wschodnich i południowych podnóży na skałach metamorficznych zalegają dolnokarbońskie skały osadowe, należące do zachodniego skrzydła niecki śródsudeckiej: zlepieńce i piaskowce.

## Ochrona przyrody
Wzniesienie położone jest na obszarze Rudawskiego Parku Krajobrazowego.

## Szlaki turystyczne
Przez szczyt Wielkiej Kopy prowadzą dwa szlaki turystyczne: 
- zielony - Kowary - Skalnik – Czarnów - Rędziny - Wielka Kopa - Wieściszowice - Marciszów
- żółty – Kamienna Góra - Raszów – Wielka Kopa – Wołek – Janowice Wielkie